# Copa del Rey 2015/2016
Copa del Rey 2015/2016 var den 114:e upplagan av Spaniens nationella fotbollscup Copa del Rey. Regerande mästare från föregående säsong var FC Barcelona från Barcelona, Katalonien.
FC Barcelona försvarade sin titel efter att ha besegrat Sevilla FC efter förlängning med slutresultatet 2–0. Matchen slutade oavgjort efter fulltid. Jordi Alba och Neymar gjorde FC Barcelonas mål.
Totalt spelade 111 matcher mellan 83 lag. Totalt 319 mål gjordes, och skytteligan delades mellan fem spelare som gjorde fem mål vardera; Lionel Messi, Luis Suárez, Munir El Haddadi (FC Barcelona), John Guidetti (Celta Vigo) och Álvaro Negredo (Valencia CF).

## Resultat

### Första omgången
| Lag 1           | Resultat                | Lag 2                |
| Mérida          | 0 – 3                   | Peña Sport           |
| Tudelano        | 3 – 2                   | Compostela           |
| Mensajero       | 2 – 0                   | Rayo Majadahonda     |
| Condal          | 1 – 4 (e.f.)            | Arandina             |
| Ebro            | 2 – 2 (e.f.) (4–3 str.) | Real Unión           |
| Varea           | 2 – 3                   | Cultural Leonesa     |
| Laredo          | 2 – 0                   | Racing Santander     |
| Guadalajara     | 0 – 2                   | Talavera de la Reina |
| Sabadell        | 1 – 1 (e.f.) (2–4 str.) | Castellón            |
| Guijuelo        | 1 – 0                   | Pontevedra           |
| Alcoyano        | 1 – 2                   | Formentera           |
| Reus Deportiu   | 2 – 0                   | Ascó                 |
| Socuéllamos     | 2 – 1                   | Portugalete          |
| Lleida Esportiu | 3 – 1                   | Hércules             |
| Linense         | 1 – 0                   | Recreativo de Huelva |
| Real Murcia     | 0 – 1                   | Cádiz                |
| Linares         | 2 – 1                   | Jumilla              |
| Melilla         | 0 – 1                   | Algeciras            |

### Andra omgången
| Lag 1                  | Resultat                | Lag 2            |
| Mensajero              | 0 – 1 (e.f.)            | Cádiz            |
| Ebro                   | 1 – 0 (e.f.)            | Tudelano         |
| Huracán Valencia       | 2 – 0                   | Socuéllamos      |
| Laredo                 | 3 – 1                   | Cultural Leonesa |
| Almería                | 3 – 3 (e.f.) (4–3 str.) | Elche            |
| Barakaldo              | 3 – 1                   | Formentera       |
| UCAM Murcia            | 2 – 1                   | Algeciras        |
| Lleida Esportiu        | 2 – 0                   | Guijuelo         |
| Arandina               | 2 – 4                   | Reus Deportiu    |
| Gimnàstic de Tarragona | 2 – 2 (e.f.) (5–4 str.) | Girona           |
| Leganés                | 2 – 0                   | Tenerife         |
| Córdoba                | 0 – 1                   | Lugo             |
| Mirandés               | 1 – 2                   | Osasuna          |
| Llagostera             | 2 – 1 (e.f.)            | Albacete         |
| Alcorcón               | 0 – 1                   | Ponferradina     |
| Numancia               | 0 – 1                   | Deportivo Alavés |
| Talavera de la Reina   | 0 – 2                   | Linense          |
| UD Logroñés            | 2 – 1                   | Linares          |
| Racing Ferrol          | 1 – 0                   | Castellón        |
| Villanovense           | 3 – 2                   | Peña Sport       |
| Real Oviedo            | 2 – 1                   | Valladolid       |
| Mallorca               | 0 – 2                   | Huesca           |

### Tredje omgången
| Lag 1         | Resultat                | Lag 2                  |
| Barakaldo     | 1 – 0                   | Huracán Valencia       |
| Reus Deportiu | 2 – 1 (e.f.)            | Lleida Esportiu        |
| Cádiz         | 1 – 0                   | Laredo                 |
| Leganés       | 3 – 1                   | Deportivo Alavés       |
| Almería       | 2 – 1                   | Gimnàstic de Tarragona |
| Real Oviedo   | 2 – 3 (e.f.)            | Mirandés               |
| UD Logroñés   | 2 – 2 (e.f.) (5–4 str.) | UCAM Murcia            |
| Linense       | 2 – 0                   | Ebro                   |
| Villanovense  | 2 – 1                   | Racing Ferrol          |
| Ponferradina  | 1 – 0 (e.f.)            | Lugo                   |
| Real Zaragoza | 1 – 2                   | Llagostera             |

### Fjärde omgången

#### Sextondelsfinal
| Lag 1          | Totalt | Lag 2               | Möte 1 | Möte 2 |
| Villanovense   | 1 – 6  | Barcelona           | 0 – 0  | 1 – 6  |
| Reus Deportiu  | 1 – 3  | Atlético Madrid     | 1 – 2  | 0 – 1  |
| Leganés        | 2 – 2  | Granada             | 2 – 1  | 0 – 1  |
| Rayo Vallecano | 3 – 3  | Getafe              | 2 – 0  | 1 – 3  |
| Barakaldo      | 1 – 5  | Valencia            | 1 – 3  | 0 – 2  |
| Logroñés       | 0 – 5  | Sevilla             | 0 – 3  | 0 – 2  |
| Almería        | 1 – 4  | Celta Vigo          | 1 – 3  | 0 – 1  |
| Llagostera     | 2 – 3  | Deportivo La Coruña | 1 – 2  | 1 – 1  |
| Real Betis     | 5 – 3  | Sporting Gijón      | 2 – 0  | 3 – 3  |
| Cádiz          | (WO)   | Real Madrid         | 1 – 3  | (WO)   |
| Linense        | 0 – 8  | Athletic Bilbao     | 0 – 2  | 0 – 6  |
| Huesca         | 3 – 4  | Villarreal          | 3 – 2  | 0 – 2  |
| Mirandés       | 3 – 1  | Málaga              | 2 – 1  | 1 – 0  |
| Levante        | 2 – 3  | Espanyol            | 1 – 1  | 1 – 2  |
| Ponferradina   | 3 – 4  | Eibar               | 3 – 0  | 0 – 4  |
| Las Palmas     | 3 – 2  | Real Sociedad       | 2 – 1  | 1 – 1  |

#### Åttondelsfinal
Athletic Bilbao mot Villarreal
|       | 6 januari 2016 | Athletic Bilbao                                         | 3 – 2   | Villarreal                 | San Mamés                                       |                                                 |
| 12:00 | 12:00          | Iñaki Williams 54′ Aritz Aduriz 68′ Aymeric Laporte 81′ | (0 – 2) | Léo Baptistão 16′ Samu 38′ | Bilbao Publik: 36 599 Domare: Carlos Clos Gómez | Bilbao Publik: 36 599 Domare: Carlos Clos Gómez |
| 12:00 | 12:00          |                                                         |         |                            | Bilbao Publik: 36 599 Domare: Carlos Clos Gómez | Bilbao Publik: 36 599 Domare: Carlos Clos Gómez |
| 12:00 | 12:00          |                                                         |         |                            | Bilbao Publik: 36 599 Domare: Carlos Clos Gómez | Bilbao Publik: 36 599 Domare: Carlos Clos Gómez |

|       | 13 januari 2016 | Villarreal | 0 – 1   | Athletic Bilbao    | El Madrigal                                               |                                                           |
| 20:30 | 20:30           |            | (0 – 1) | Iñaki Williams 21′ | Villarreal Publik: 14 540 Domare: Carlos Velasco Carballo | Villarreal Publik: 14 540 Domare: Carlos Velasco Carballo |
| 20:30 | 20:30           |            |         |                    | Villarreal Publik: 14 540 Domare: Carlos Velasco Carballo | Villarreal Publik: 14 540 Domare: Carlos Velasco Carballo |
| 20:30 | 20:30           |            |         |                    | Villarreal Publik: 14 540 Domare: Carlos Velasco Carballo | Villarreal Publik: 14 540 Domare: Carlos Velasco Carballo |

Mirandés mot Deportivo La Coruña
|       | 6 januari 2016 | Mirandés       | 1 – 1   | Deportivo La Coruña | Estadio Municipal de Anduva                           |                                                       |
| 16:00 | 16:00          | Álex Ortiz 25′ | (1 – 0) | Alberto Lopo 75′    | Miranda de Ebro Publik: 1 963 Domare: Prieto Iglesias | Miranda de Ebro Publik: 1 963 Domare: Prieto Iglesias |
| 16:00 | 16:00          |                |         |                     | Miranda de Ebro Publik: 1 963 Domare: Prieto Iglesias | Miranda de Ebro Publik: 1 963 Domare: Prieto Iglesias |
| 16:00 | 16:00          |                |         |                     | Miranda de Ebro Publik: 1 963 Domare: Prieto Iglesias | Miranda de Ebro Publik: 1 963 Domare: Prieto Iglesias |

|       | 12 januari 2016 | Deportivo La Coruña | 0 – 3   | Mirandés                                  | Estadio Riazor                                      |                                                     |
| 20:30 | 20:30           |                     | (0 – 1) | Daniel Provencio 41′, 71′ Abdón Prats 55′ | A Coruña Publik: 11 387 Domare: Hernández Hernández | A Coruña Publik: 11 387 Domare: Hernández Hernández |
| 20:30 | 20:30           |                     |         |                                           | A Coruña Publik: 11 387 Domare: Hernández Hernández | A Coruña Publik: 11 387 Domare: Hernández Hernández |
| 20:30 | 20:30           |                     |         |                                           | A Coruña Publik: 11 387 Domare: Hernández Hernández | A Coruña Publik: 11 387 Domare: Hernández Hernández |

Valencia mot Granada
|       | 6 januari 2016 | Valencia                                              | 4 – 0   | Granada | Mestalla                                    |                                             |
| 16:00 | 16:00          | Álvaro Negredo 8′, 63′ (str.), 83′ (str.) Rodrigo 35′ | (2 – 0) |         | Valencia Publik: 19 527 Domare: Gil Manzano | Valencia Publik: 19 527 Domare: Gil Manzano |
| 16:00 | 16:00          |                                                       |         |         | Valencia Publik: 19 527 Domare: Gil Manzano | Valencia Publik: 19 527 Domare: Gil Manzano |
| 16:00 | 16:00          |                                                       |         |         | Valencia Publik: 19 527 Domare: Gil Manzano | Valencia Publik: 19 527 Domare: Gil Manzano |

|       | 14 januari 2016 | Granada | 0 – 3   | Valencia                                                     | Estadio Nuevo Los Carmenes                      |                                                 |
| 20:00 | 20:00           |         | (0 – 1) | Wilfried Zahibo 42′ Paco Alcácer 63′ Pablo Piatti 84′ (str.) | Granada Publik: 9 416 Domare: Estrada Fernández | Granada Publik: 9 416 Domare: Estrada Fernández |
| 20:00 | 20:00           |         |         |                                                              | Granada Publik: 9 416 Domare: Estrada Fernández | Granada Publik: 9 416 Domare: Estrada Fernández |
| 20:00 | 20:00           |         |         |                                                              | Granada Publik: 9 416 Domare: Estrada Fernández | Granada Publik: 9 416 Domare: Estrada Fernández |

Real Betis mot Sevilla
|       | 6 januari 2016 | Real Betis | 0 – 2   | Sevilla                                         | Estadio Benito Villamarín                       |                                                 |
| 18:15 | 18:15          |            | (0 – 1) | Michael Krohn-Dehli 13′ Grzegorz Krychowiak 49′ | Sevilla Publik: 36 832 Domare: Del Cerro Grande | Sevilla Publik: 36 832 Domare: Del Cerro Grande |
| 18:15 | 18:15          |            |         |                                                 | Sevilla Publik: 36 832 Domare: Del Cerro Grande | Sevilla Publik: 36 832 Domare: Del Cerro Grande |
| 18:15 | 18:15          |            |         |                                                 | Sevilla Publik: 36 832 Domare: Del Cerro Grande | Sevilla Publik: 36 832 Domare: Del Cerro Grande |

|       | 12 januari 2016 | Sevilla                                                               | 4 – 0   | Real Betis | Estadio Ramón Sánchez Pizjuán              |                                            |
| 20:30 | 20:30           | José Antonio Reyes 4′ Adil Rami 35′ Kévin Gameiro 73′ Gaël Kakuta 89′ | (2 – 0) |            | Sevilla Publik: 36 812 Domare: Mateu Lahoz | Sevilla Publik: 36 812 Domare: Mateu Lahoz |
| 20:30 | 20:30           |                                                                       |         |            | Sevilla Publik: 36 812 Domare: Mateu Lahoz | Sevilla Publik: 36 812 Domare: Mateu Lahoz |
| 20:30 | 20:30           |                                                                       |         |            | Sevilla Publik: 36 812 Domare: Mateu Lahoz | Sevilla Publik: 36 812 Domare: Mateu Lahoz |

Barcelona mot Espanyol
|       | 6 januari 2016 | Barcelona                                         | 4 – 1   | Espanyol          | Camp Nou                                          |                                                   |
| 20:30 | 20:30          | Lionel Messi 13′, 44′ Gerard Piqué 49′ Neymar 88′ | (2 – 1) | Felipe Caicedo 9′ | Barcelona Publik: 76 667 Domare: Martínez Munuera | Barcelona Publik: 76 667 Domare: Martínez Munuera |
| 20:30 | 20:30          |                                                   |         |                   | Barcelona Publik: 76 667 Domare: Martínez Munuera | Barcelona Publik: 76 667 Domare: Martínez Munuera |
| 20:30 | 20:30          |                                                   |         |                   | Barcelona Publik: 76 667 Domare: Martínez Munuera | Barcelona Publik: 76 667 Domare: Martínez Munuera |

|       | 13 januari 2016 | Espanyol | 0 – 2   | Barcelona                 | RCDE Stadium                                        |                                                     |
| 21:00 | 21:00           |          | (0 – 1) | Munir El Haddadi 32′, 88′ | Barcelona Publik: 20 843 Domare: Fernández Borbalán | Barcelona Publik: 20 843 Domare: Fernández Borbalán |
| 21:00 | 21:00           |          |         |                           | Barcelona Publik: 20 843 Domare: Fernández Borbalán | Barcelona Publik: 20 843 Domare: Fernández Borbalán |
| 21:00 | 21:00           |          |         |                           | Barcelona Publik: 20 843 Domare: Fernández Borbalán | Barcelona Publik: 20 843 Domare: Fernández Borbalán |

Rayo Vallecano mot Atlético Madrid
|       | 6 januari 2016 | Rayo Vallecano | 1 – 1   | Atlético Madrid | Campo de Futbol de Vallecas              |                                          |
| 22:05 | 22:05          | Nacho 35′      | (1 – 0) | Saúl 67′        | Madrid Publik: 5 223 Domare: Jaime Latre | Madrid Publik: 5 223 Domare: Jaime Latre |
| 22:05 | 22:05          |                |         |                 | Madrid Publik: 5 223 Domare: Jaime Latre | Madrid Publik: 5 223 Domare: Jaime Latre |
| 22:05 | 22:05          |                |         |                 | Madrid Publik: 5 223 Domare: Jaime Latre | Madrid Publik: 5 223 Domare: Jaime Latre |

|       | 14 januari 2016 | Atlético Madrid                             | 3 – 0   | Rayo Vallecano | Estadio Vicente Calderón                        |                                                 |
| 20:30 | 20:30           | Ángel Correa 40′ Antoine Griezmann 80′, 90′ | (1 – 0) |                | Madrid Publik: 23 522 Domare: González González | Madrid Publik: 23 522 Domare: González González |
| 20:30 | 20:30           |                                             |         |                | Madrid Publik: 23 522 Domare: González González | Madrid Publik: 23 522 Domare: González González |
| 20:30 | 20:30           |                                             |         |                | Madrid Publik: 23 522 Domare: González González | Madrid Publik: 23 522 Domare: González González |

Eibar mot Las Palmas
|       | 7 januari 2016 | Eibar                             | 2 – 3   | Las Palmas                              | Estadio Municipal de Ipurua                   |                                               |
| 20:30 | 20:30          | Izet Hajrović 10′ Saúl Berjón 20′ | (2 – 1) | Aythami 16′ Wakaso Mubarak 60′ Momo 90′ | Eibar Publik: 4 536 Domare: Álvarez Izquierdo | Eibar Publik: 4 536 Domare: Álvarez Izquierdo |
| 20:30 | 20:30          |                                   |         |                                         | Eibar Publik: 4 536 Domare: Álvarez Izquierdo | Eibar Publik: 4 536 Domare: Álvarez Izquierdo |
| 20:30 | 20:30          |                                   |         |                                         | Eibar Publik: 4 536 Domare: Álvarez Izquierdo | Eibar Publik: 4 536 Domare: Álvarez Izquierdo |

|       | 13 januari 2016 | Las Palmas                                               | 3 – 2   | Eibar                            | Estadio Gran Canaria                            |                                                 |
| 21:00 | 21:00           | David Juncà 43′ (sjm.) Momo 59′ David García Santana 83′ | (1 – 0) | Borja Ekiza 52′ Sergi Enrich 53′ | Las Palmas Publik: 13 588 Domare: Pérez Montero | Las Palmas Publik: 13 588 Domare: Pérez Montero |
| 21:00 | 21:00           |                                                          |         |                                  | Las Palmas Publik: 13 588 Domare: Pérez Montero | Las Palmas Publik: 13 588 Domare: Pérez Montero |
| 21:00 | 21:00           |                                                          |         |                                  | Las Palmas Publik: 13 588 Domare: Pérez Montero | Las Palmas Publik: 13 588 Domare: Pérez Montero |

Cádiz mot Celta Vigo
|       | 7 januari 2016 | Cádiz | 0 – 3   | Celta Vigo                       | Estadio Ramón de Carranza                    |                                              |
| 20:30 | 20:30          |       | (0 – 1) | John Guidetti 25′, 79′ Jonny 58′ | Cádiz Publik: 9 204 Domare: Undiano Mallenco | Cádiz Publik: 9 204 Domare: Undiano Mallenco |
| 20:30 | 20:30          |       |         |                                  | Cádiz Publik: 9 204 Domare: Undiano Mallenco | Cádiz Publik: 9 204 Domare: Undiano Mallenco |
| 20:30 | 20:30          |       |         |                                  | Cádiz Publik: 9 204 Domare: Undiano Mallenco | Cádiz Publik: 9 204 Domare: Undiano Mallenco |

|       | 13 januari 2016 | Celta Vigo                                | 2 – 0   | Cádiz | Balaidos                                    |                                             |
| 20:30 | 20:30           | John Guidetti 35′ (str.) Dejan Dražić 78′ | (1 – 0) |       | Vigo Publik: 5 695 Domare: Sánchez Martínez | Vigo Publik: 5 695 Domare: Sánchez Martínez |
| 20:30 | 20:30           |                                           |         |       | Vigo Publik: 5 695 Domare: Sánchez Martínez | Vigo Publik: 5 695 Domare: Sánchez Martínez |
| 20:30 | 20:30           |                                           |         |       | Vigo Publik: 5 695 Domare: Sánchez Martínez | Vigo Publik: 5 695 Domare: Sánchez Martínez |

#### Kvartsfinaler
Kvartsfinalerna avgjordes under perioden 20-28 januari 2016, mellan åtta lag från åtta olika autonoma regioner.
Celta Vigo mot Atlético Madrid
Celta Vigo från Vigo i Galicien spelade mot huvudstadslaget Atlético Madrid från Madrid i Madridregionen. Celta Vigo kvalificerade sig till semifinalen efter en mållös första match i Balaídos, följt av en 3–2-vinst på bortaplan i Estadio Vicente Calderón.
|       | 20 januari 2016 | Celta Vigo | 0 – 0 | Atlético Madrid | Balaídos                                      |                                               |
| 20:30 | 20:30           |            |       |                 | Vigo Publik: 17 428 Domare: Estrada Fernández | Vigo Publik: 17 428 Domare: Estrada Fernández |
| 20:30 | 20:30           |            |       |                 | Vigo Publik: 17 428 Domare: Estrada Fernández | Vigo Publik: 17 428 Domare: Estrada Fernández |
| 20:30 | 20:30           |            |       |                 | Vigo Publik: 17 428 Domare: Estrada Fernández | Vigo Publik: 17 428 Domare: Estrada Fernández |

|       | 27 januari 2016 | Atlético Madrid                        | 2 – 3   | Celta Vigo                                       | Estadio Vicente Calderón                          |                                                   |
| 20:30 | 20:30           | Antoine Griezmann 29′ Ángel Correa 81′ | (1 – 1) | Pedro Pablo Hernández 22′, 64′ John Guidetti 56′ | Madrid Publik: 36 852 Domare: Antonio Mateu Lahoz | Madrid Publik: 36 852 Domare: Antonio Mateu Lahoz |
| 20:30 | 20:30           |                                        |         |                                                  | Madrid Publik: 36 852 Domare: Antonio Mateu Lahoz | Madrid Publik: 36 852 Domare: Antonio Mateu Lahoz |
| 20:30 | 20:30           |                                        |         |                                                  | Madrid Publik: 36 852 Domare: Antonio Mateu Lahoz | Madrid Publik: 36 852 Domare: Antonio Mateu Lahoz |

Athletic Bilbao mot Barcelona
Athletic Bilbao från Bilbao i Baskien spelade mot Barcelona från Barcelona i Katalonien. Barcelona kvalificerade sig till semifinalen efter två vinster, med det ackumulerade slutresultatet 5–2.
|       | 20 januari 2016 | Athletic Bilbao  | 1 – 2   | Barcelona                       | Estadio San Mamés                               |                                                 |
| 21:00 | 21:00           | Aritz Aduriz 89′ | (0 – 2) | Munir El Haddadi 18′ Neymar 24′ | Bilbao Publik: 46 224 Domare: González González | Bilbao Publik: 46 224 Domare: González González |
| 21:00 | 21:00           |                  |         |                                 | Bilbao Publik: 46 224 Domare: González González | Bilbao Publik: 46 224 Domare: González González |
| 21:00 | 21:00           |                  |         |                                 | Bilbao Publik: 46 224 Domare: González González | Bilbao Publik: 46 224 Domare: González González |

|       | 27 januari 2016 | Barcelona                                     | 3 – 1   | Athletic Bilbao    | Camp Nou                                             |                                                      |
| 21:30 | 21:30           | Luis Suárez 53′ Gerard Piqué 81′ Neymar 90+1′ | (0 – 1) | Iñaki Williams 12′ | Barcelona Publik: 63 405 Domare: Hernández Hernández | Barcelona Publik: 63 405 Domare: Hernández Hernández |
| 21:30 | 21:30           |                                               |         |                    | Barcelona Publik: 63 405 Domare: Hernández Hernández | Barcelona Publik: 63 405 Domare: Hernández Hernández |
| 21:30 | 21:30           |                                               |         |                    | Barcelona Publik: 63 405 Domare: Hernández Hernández | Barcelona Publik: 63 405 Domare: Hernández Hernández |

Valencia mot Las Palmas
Valencia från Valencia i Valenciaregionen spelade mot Las Palmas från Las Palmas i Kanarieöarna. Valencia kvalificerade sig till semifinalen efter en oavgjord match på hemmaplan i Mestalla, följt av en vinst i Las Palmas efter ett mål av brasilianen Rodrigo i den 20:e spelminuten.
|       | 21 januari 2016 | Valencia         | 1 – 1   | Las Palmas                 | Mestalla                                                |                                                         |
| 20:00 | 20:00           | Paco Alcácer 61′ | (0 – 1) | Wilfried Zahibo 38′ (sjm.) | Valencia Publik: 15 400 Domare: Carlos del Cerro Grande | Valencia Publik: 15 400 Domare: Carlos del Cerro Grande |
| 20:00 | 20:00           |                  |         |                            | Valencia Publik: 15 400 Domare: Carlos del Cerro Grande | Valencia Publik: 15 400 Domare: Carlos del Cerro Grande |
| 20:00 | 20:00           |                  |         |                            | Valencia Publik: 15 400 Domare: Carlos del Cerro Grande | Valencia Publik: 15 400 Domare: Carlos del Cerro Grande |

|       | 28 januari 2016 | Las Palmas | 0 – 1   | Valencia    | Estadio Gran Canaria                                       |                                                            |
| 21:00 | 21:00           |            | (0 – 1) | Rodrigo 20′ | Las Palmas Publik: 18 206 Domare: David Fernández Borbalán | Las Palmas Publik: 18 206 Domare: David Fernández Borbalán |
| 21:00 | 21:00           |            |         |             | Las Palmas Publik: 18 206 Domare: David Fernández Borbalán | Las Palmas Publik: 18 206 Domare: David Fernández Borbalán |
| 21:00 | 21:00           |            |         |             | Las Palmas Publik: 18 206 Domare: David Fernández Borbalán | Las Palmas Publik: 18 206 Domare: David Fernández Borbalán |

Sevilla mot Mirandés
Sevilla från Sevilla i Andalusien spelade mot Mirandés från Miranda de Ebro i Kastilien och León. Sevilla kvalificerade sig till semifinalen efter två vinster (2–0 och 3–0). Matchen i Mirandés hemmaplan Estadio Municipal de Anduva var den som besöktes av minst antal åskådare, 4 426.
|       | 21 januari 2016 | Sevilla                         | 2 – 0   | Mirandés | Estadio Ramón Sánchez Pizjuán                       |                                                     |
| 21:00 | 21:00           | Steven N'Zonzi 20′ Vitolo 90+4′ | (1 – 0) |          | Sevilla Publik: 25 341 Domare: De Burgos Bengoetxea | Sevilla Publik: 25 341 Domare: De Burgos Bengoetxea |
| 21:00 | 21:00           |                                 |         |          | Sevilla Publik: 25 341 Domare: De Burgos Bengoetxea | Sevilla Publik: 25 341 Domare: De Burgos Bengoetxea |
| 21:00 | 21:00           |                                 |         |          | Sevilla Publik: 25 341 Domare: De Burgos Bengoetxea | Sevilla Publik: 25 341 Domare: De Burgos Bengoetxea |

|       | 28 januari 2016 | Mirandés | 0 – 3   | Sevilla                                                  | Estadio Municipal de Anduva                           |                                                       |
| 20:00 | 20:00           |          | (0 – 1) | Vicente Iborra 9′ (str.) Juan Muñoz Muñoz 70′ Coke 90+2′ | Miranda de Ebro Publik: 4 426 Domare: Vicandi Garrido | Miranda de Ebro Publik: 4 426 Domare: Vicandi Garrido |
| 20:00 | 20:00           |          |         |                                                          | Miranda de Ebro Publik: 4 426 Domare: Vicandi Garrido | Miranda de Ebro Publik: 4 426 Domare: Vicandi Garrido |
| 20:00 | 20:00           |          |         |                                                          | Miranda de Ebro Publik: 4 426 Domare: Vicandi Garrido | Miranda de Ebro Publik: 4 426 Domare: Vicandi Garrido |

#### Semifinaler
Barcelona mot Valencia
|       | 3 februari 2016 | Barcelona                                                | 7 – 0   | Valencia | Camp Nou                                             |                                                      |
| 21:00 | 21:00           | Luis Suárez 7′, 12′, 83′, 88′ Lionel Messi 29′, 59′, 74′ | (3 – 0) |          | Barcelona Publik: 60 635 Domare: Iglesias Villanueva | Barcelona Publik: 60 635 Domare: Iglesias Villanueva |
| 21:00 | 21:00           |                                                          |         |          | Barcelona Publik: 60 635 Domare: Iglesias Villanueva | Barcelona Publik: 60 635 Domare: Iglesias Villanueva |
| 21:00 | 21:00           |                                                          |         |          | Barcelona Publik: 60 635 Domare: Iglesias Villanueva | Barcelona Publik: 60 635 Domare: Iglesias Villanueva |

|       | 10 februari 2016 | Valencia           | 1 – 1   | Barcelona           | Mestalla                                                |                                                         |
| 20:00 | 20:00            | Álvaro Negredo 39′ | (1 – 0) | Wilfrid Kaptoum 84′ | Valencia Publik: 16 296 Domare: Carlos Velasco Carballo | Valencia Publik: 16 296 Domare: Carlos Velasco Carballo |
| 20:00 | 20:00            |                    |         |                     | Valencia Publik: 16 296 Domare: Carlos Velasco Carballo | Valencia Publik: 16 296 Domare: Carlos Velasco Carballo |
| 20:00 | 20:00            |                    |         |                     | Valencia Publik: 16 296 Domare: Carlos Velasco Carballo | Valencia Publik: 16 296 Domare: Carlos Velasco Carballo |

Sevilla mot Celta Vigo
|       | 4 februari 2016 | Sevilla                                                      | 4 – 0   | Celta Vigo | Estadio Ramón Sánchez Pizjuán                    |                                                  |
| 20:30 | 20:30           | Adil Rami 45′ Kévin Gameiro 60′, 62′ Michael Krohn-Dehli 87′ | (1 – 0) |            | Sevilla Publik: 36 659 Domare: Carlos Clos Gómez | Sevilla Publik: 36 659 Domare: Carlos Clos Gómez |
| 20:30 | 20:30           |                                                              |         |            | Sevilla Publik: 36 659 Domare: Carlos Clos Gómez | Sevilla Publik: 36 659 Domare: Carlos Clos Gómez |
| 20:30 | 20:30           |                                                              |         |            | Sevilla Publik: 36 659 Domare: Carlos Clos Gómez | Sevilla Publik: 36 659 Domare: Carlos Clos Gómez |

|       | 11 februari 2016 | Celta Vigo          | 2 – 2   | Sevilla                                | Balaídos                      |                               |
| 21:00 | 21:00            | Iago Aspas 35′, 55′ | (1 – 0) | Éver Banega 57′ Jevhen Konopljanka 87′ | Vigo Domare: Martínez Munuera | Vigo Domare: Martínez Munuera |
| 21:00 | 21:00            |                     |         |                                        | Vigo Domare: Martínez Munuera | Vigo Domare: Martínez Munuera |
| 21:00 | 21:00            |                     |         |                                        | Vigo Domare: Martínez Munuera | Vigo Domare: Martínez Munuera |

#### Final
|             | 22 maj 2016 | Barcelona                    | 2 – 0 (e.fl.) | Sevilla | Estadio Vicente Calderón                         |                                                  |
| 21:30 UTC+2 | 21:30 UTC+2 | Jordi Alba 97′ Neymar 120+2′ | (0 – 0)       |         | Madrid Domare: Carlos del Cerro Grande (Spanien) | Madrid Domare: Carlos del Cerro Grande (Spanien) |
| 21:30 UTC+2 | 21:30 UTC+2 |                              |               |         | Madrid Domare: Carlos del Cerro Grande (Spanien) | Madrid Domare: Carlos del Cerro Grande (Spanien) |
| 21:30 UTC+2 | 21:30 UTC+2 |                              |               |         | Madrid Domare: Carlos del Cerro Grande (Spanien) | Madrid Domare: Carlos del Cerro Grande (Spanien) |